# Бархан (город)
Барха́н (англ. Barkhan, урду بارکھان‎) — небольшой город на юге Пакистана, в провинции Белуджистан. Административный центр одноимённого округа.

## География
Город находится в северо-восточной части Белуджистана, в гористой местности, к югу от хребта Чхаппар, в долине потока Ханнала. Абсолютная высота — 1100 метров над уровнем моря.
Бархан расположен на расстоянии приблизительно 242 километров к востоку от Кветты, административного центра провинции и на расстоянии 532 километров к юго-западу от Исламабада, столицы страны. Ближайший гражданский аэропорт расположен в городе Хандор.

## Население
По данным переписи, на 1998 год население составляло 7401 человека.